# フアン・カバニーリェス
フアン・バウティスタ・ホセ・カバニーリェス（Juan Bautista José Cabanilles, 1644年9月6日 バレンシア近郊アルヘメシ（Algemesi） - 1712年4月29日 バレンシア）は、スペインのオルガニスト、作曲家。バレンシア聖マリア大聖堂（en:Saint Mary of Valencia Cathedral）で働いた。多くの人がカバニーリェスをスペイン・バロックの偉大な作曲家と考え、時には「スペインのバッハ」と呼ばれることもある。

## 生涯
カバニーリェスの経歴は、おそらく地元の教会の聖歌隊の歌手からはじまったものと思われる。後にバレンシアの大聖堂で聖職者になるための勉強を始めたが、勉強の中には音楽のレッスンも含まれていた。1665年5月15日、カバニーリェス20歳の時、バレンシア聖マリア大聖堂のオルガニスト助手に名を連ねた。1年後、前任者の死でカバニーリェスは首席オルガニストになった。1668年9月22日、カバニーリェスは司祭に任命された。首席オルガニストの地位は45年間守り続けたが、1703年からしばしば健康を害し、代わりを探す必要が出てきた。1675年から1677年には、大聖堂聖歌隊の子供たちを教える仕事を引き受けていた。

## 作品
カバニーリェスの作品の多くは、当時としてはヴィルトゥオーソ的で先進的だった。多くのカバニーリェスの手稿がバルセロナのカタルーニャ図書館（en:Biblioteca de Catalunya）に保管されている。オルガンのための作品（ティエント（en:Tiento）、トッカータ、パッサカリアなど）、最高13部の合唱作品が多数現存している。

## 参考
- HOASM brief biography of Cabanilles
- AllMusic biography

## 読書案内
- Arsenio Garcia-Ferreras: Juan Baptista Cabanilles. Sein Leben und Werk (Die Tientos für Orgel) (Dissertation). Bosse, Regensburg 1973, ISBN 3-7649-2086-6.
- M. Roubinet, "Juan Cabanilles", in: Gilles Cantagrel (dir.), Guide de la musique d’orgue, Éditions Fayard 1991, ISBN 2-213-02772-2